# Пархоменко Олександра Іванівна
Олександра Іванівна Пархоменко (нар. 22 вересня 1957, село Бакаївка, тепер Ічнянського району Чернігівської області) — українська радянська діячка, бригадир штампувальників Чернігівського заводу автозапчастин. Депутат Верховної Ради УРСР 11-го скликання.

## Біографія
Освіта середня.
З 1973 року — швачка-мотористка Літківського філіалу Київського виробничого об'єднання «Дитячий одяг» Київської області.
З 1976 року — шліфувальниця, бригадир штампувальників термічного цеху Чернігівського заводу автомобільних запасних частин.
Потім — на пенсії в місті Чернігові.

## Нагороди
- знак ЦК ВЛКСМ «Молодий гвардієць п'ятирічки»